# Feliniopsis anuosoides
Feliniopsis anuosoides là một loài bướm đêm trong họ Noctuidae.